# Matadero de Huelva
El matadero de Huelva es un edificio de estilo neomudéjar situado en el municipio español de Huelva, en la provincia homónima, comunidad autónoma de Andalucía. El edificio se encuentra ubicado en la avenida Escultora Miss Whitney y sus instalaciones acogen la Escuela de Arte «León Ortega».

## Características
El edificio del matadero es obra del arquitecto Trinidad Gallego, según un proyecto de 1891. Sin embargo, la construcción se alargó varios años y presentó varios imprevistos que hubieron de subsanarse. Para mediados de 1895 el edificio se encontraba finalizado, pero hubo que esperar hasta el verano de 1896 debido a la instalación de una tubería para facilitar las labores de desagüe. Finalmente, la inauguración oficial del matadero se produjo el 30 de agosto de 1896.
Desde 1989 el edificio acoge las dependencias de la Escuela de Arte «León Ortega».